# Hermann August Korff

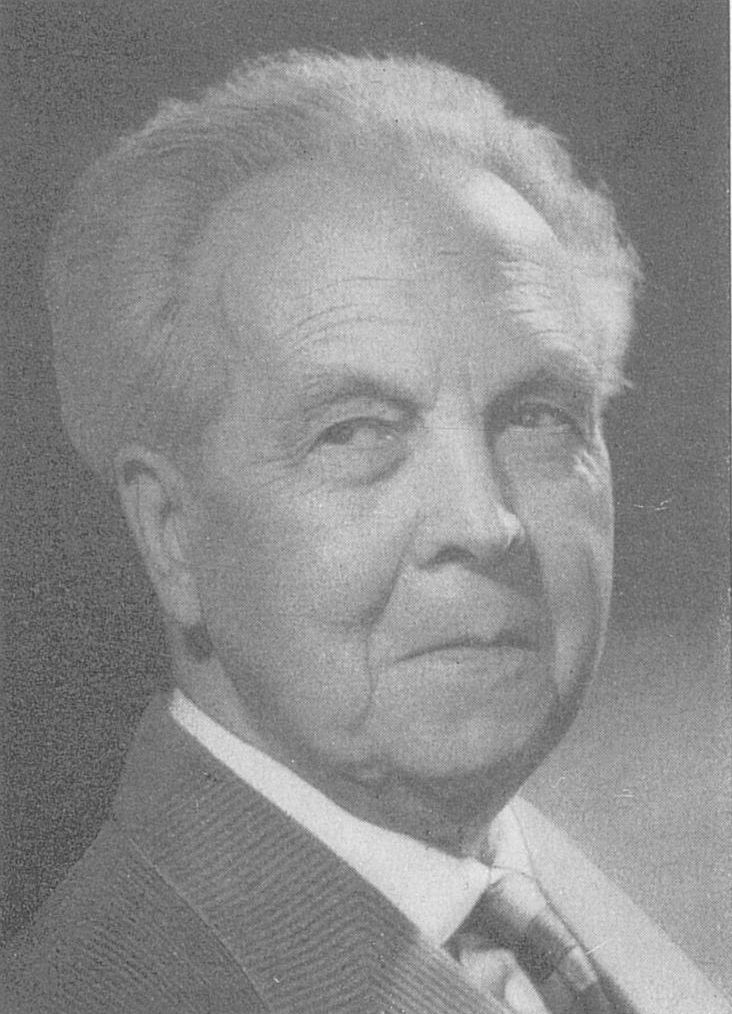
Hermann August Korff, ca. 1950

Hermann August Korff (* 3. April 1882 in Bremen; † 11. Juli 1963 in Leipzig) war ein deutscher Germanist und Literaturhistoriker.

## Biografie

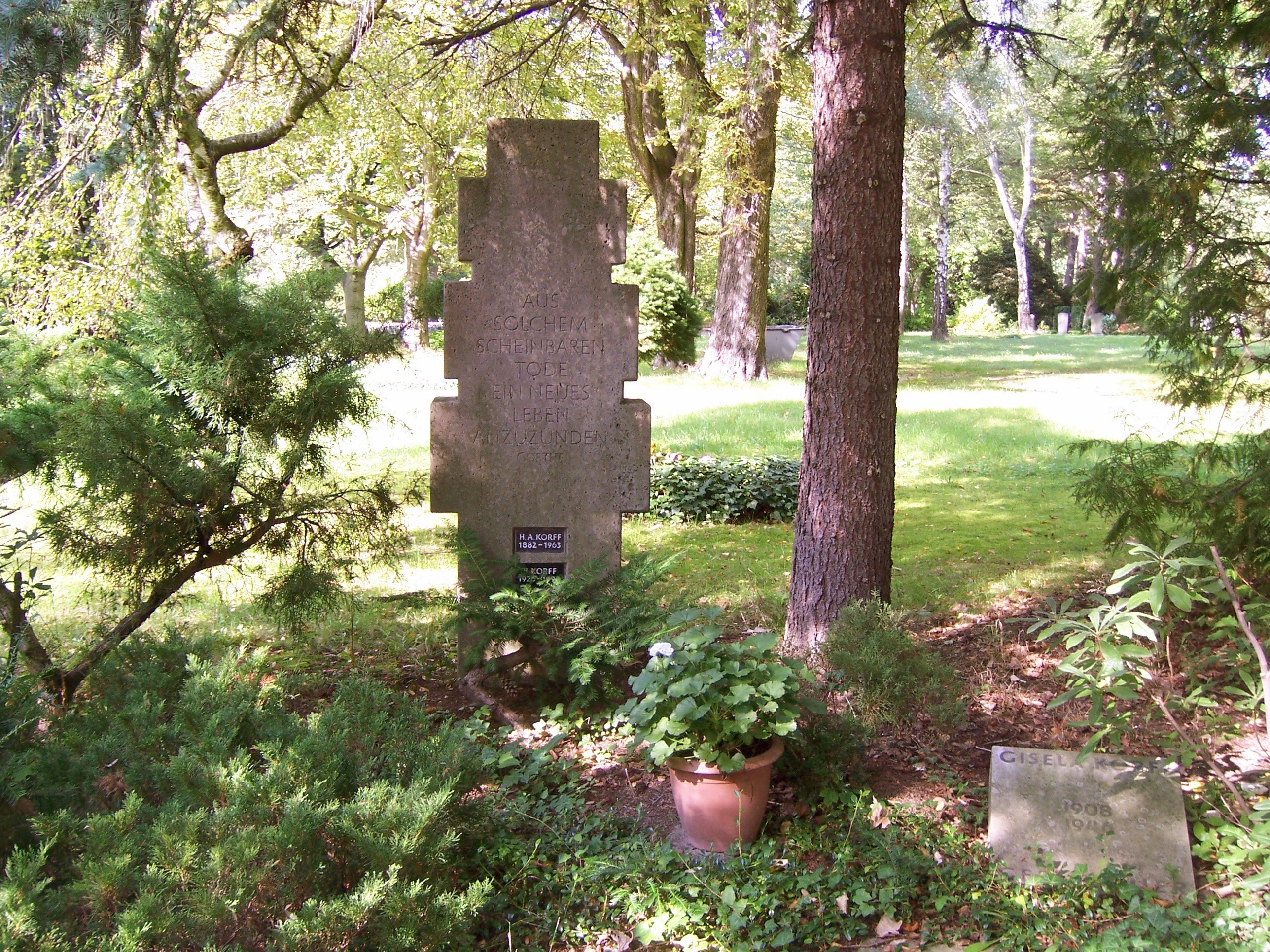
Grabstätte Hermann August Korff auf dem Südfriedhof in Leipzig

Korff war der Sohn des Bremer Unternehmers Wilhelm August Korff und seiner Frau Agathe. Er studierte von 1902 bis 1906 Germanistik, Geschichte und Philosophie an der Rheinischen Friedrich-Wilhelms-Universität Bonn und der Ruprecht-Karls-Universität Heidelberg. Im Jahr 1907 wurde er in Heidelberg mit der Dissertation Scott und Alexis. Eine Studie zur Technik des Romans zum Dr. phil. promoviert. 1913 folgte seine Habilitation Voltaire als klassizistischer Autor im literarischen Deutschland des 18. Jahrhunderts an der Akademie für Sozial- und Handelswissenschaften in Frankfurt am Main.
Von 1914 bis 1921 war er Privatdozent für Neuere Deutsche Literatur an der Johann Wolfgang Goethe-Universität Frankfurt am Main. 1921 wurde er außerplanmäßiger Professor in Frankfurt, 1923 ordentlicher Professor an der Justus-Liebig-Universität Gießen und 1925 ordentlicher Professor an der Universität Leipzig. Einer seiner Doktoranden war der spätere Pädagoge und Pionier der jüdischen Sozialarbeit Heinrich Selver, dessen Dissertation Die Auffassung des Bürgers im deutschen bürgerlichen Drama des 18. Jahrhunderts von Korff mit Cum laude bewertet worden war.
Korff wurde im Jahr 1954 emeritiert. Er war Mitglied der Sächsischen Akademie der Wissenschaften zu Leipzig.
Sein wichtigstes Werk ist Geist der Goethezeit. In dem vierbändigen Werk fasst er das Ende des 18. und den Anfang des 19. Jahrhunderts als eine im deutschsprachigen Raum einheitliche Epoche auf, die in Hegel ihre philosophische und in Goethe ihre poetische Ausprägung habe.
Korffs Enkel ist der Oboenvirtuose Burkhard Glaetzner (* 1943). Der Musikbuchautor Malte Korff (* 1950) ist der Sohn aus der dritten Ehe.

## Schriften (Auswahl)
- Geist der Goethezeit: Versuch einer ideellen Entwicklung der klassisch-romantischen Literaturgeschichte.
  - Teil 1: Sturm und Drang. Hirzel, Leipzig 1923. 8., unveränderte Auflage: Koehler & Amelang, Leipzig 1966.
  - Teil 2, 1. Weltanschauung. Hirzel, Leipzig 1927.
  - Teil 2, 2. Klassik. Hirzel, Leipzig 1930. 8., unveränderte Auflage: Koehler & Amelang, Leipzig 1966.
  - Teil 3: Frühromantik. Hirzel, Leipzig 1940. 7., unveränderte Auflage: Koehler & Amelang, Leipzig 1966.
  - Teil 4: Hochromantik. Koehler & Amelang, Leipzig 1953. 7., unveränderte Auflage 1966.
  - Registerband für alle vier Bände. Koehler & Amelang, Leipzig 1957. 6., unveränderte Auflage 1966.